# Anatemnus luzonicus
Espèce
Anatemnus luzonicus est une espèce de pseudoscorpions de la famille des Atemnidae.

## Distribution
Cette espèce est endémique de Luçon aux Philippines. Elle se rencontre sur le mont Data.

## Étymologie
Son nom d'espèce lui a été donné en référence au lieu de sa découverte, Luçon.

## Publication originale
- Beier, 1932 : Revision der Atemnidae (Pseudoscorpionidea). Zoologische Jahrbücher, Abteilung für Systematik, Ökologie und Geographie der Tiere, vol. 62, p. 547-610.